# دارودیپین
دارودیپین (به انگلیسی: Darodipine) با فرمول شیمیایی C۱۹H۲۱N۳O۵ یک داروی بلوک‌کننده کانال کلسیم با شناسه پاب‌کم ۵۱۷۰۱ است. که جرم مولی آن ۳۷۱٫۳۸۷۱۴ g/mol می‌باشد.